# Liste der Monuments historiques in Chuffilly-Roche
Die Liste der Monuments historiques in Chuffilly-Roche führt die Monuments historiques in der französischen Gemeinde Chuffilly-Roche auf.

## Liste der Immobilien
| Bezeichnung                                         | Beschreibung                                               | Standort                             | Kennzeichnung | Schutzstatus | Datum | Bild           |
| --------------------------------------------------- | ---------------------------------------------------------- | ------------------------------------ | ------------- | ------------ | ----- | -------------- |
| Kirche St-Pierre mit Friedhof und Brunnen St-Pierre | Kirche ab dem 13. Jahrhundert; Brunnenhaus bezeichnet 1624 | Chuffily, impasse de l’Église (Lage) | PA00078428    | Inscrit      | 1948  | weitere Bilder |

## Liste der Objekte
| Bezeichnung | Beschreibung                                                                | Standort                                 | Kennzeichnung | Schutzstatus | Datum | Bild |
| ----------- | --------------------------------------------------------------------------- | ---------------------------------------- | ------------- | ------------ | ----- | ---- |
| Hauptaltar  | Marmor, Holz, 17. Jahrhundert                                               | Chuffily, in der Kirche St-Pierre (Lage) | PM08000154    | Classé       | 1908  |      |
| Marienaltar | rechter Seitenaltar; Altartisch und Retabel; Marmor, Stein, 17. Jahrhundert | Chuffily, in der Kirche St-Pierre (Lage) | PM08000155    | Classé       | 1976  |      |